# معيار الإنترنت

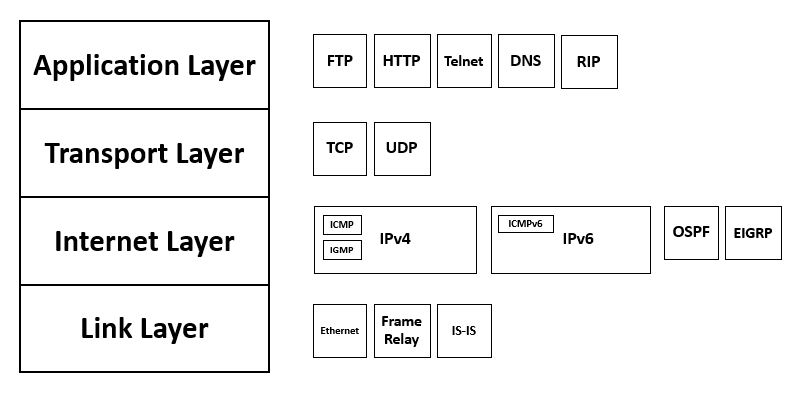

معيار الإنترنت (بالإنجليزية: Internet standard)‏ هي مواصفات معيارية وتقنية في الهندسة شبكات الحاسوب (إس تي دي)، أو هو علم منهجي قابل للتطبيق على شبكة المعلومات. إن معايير الإنترنت تُصنع وتُنشر في اللجنة الخاصة لنظام الإنترنت.

## نظرة عامة
معيار الإنترنت هو (طلب التعليق) ((بالإنجليزية: Request for Comment)‏) (آر إف سي).
(طلب التعليق) هو معيار أو جزء من معيار يبدأ كمسودة الإنترنت، ثم تاليًا (عادة بعد عدة تنقيحات) يقبل وينشر من قبل محرر (طلب التعليق) ويقترح معيارًا، لاحقًا (طلب التعليق) يعتبر معيارًا أوليًا. بشكل جماعي، هذه المراحل المعروفة بالمعايير تُتَابِعُ وتُتَعَقَّب، وتكون مُعرّفة في طلبات التعليقات 2026.
فقط اللجنة الخاصة لنظام الإنترنت وهي مجموعة تسيير هندسة الإنترنت يمكن أن تصادق على المعايير. إن القائمة الجازمة لمعايير الإنترنت مبقية في وثيقة معايير الإنترنت (إس تي دي 1) معايير نظام الإنترنت الرسمية.

## عملية توحيد مقياس
يمر المعيار بثلاثة عمليات أو خطوات ضمن اللجنة الخاصة لنظام الإنترنت معايير أولية وأخيرا معايير الإنترنت. في المرحلة الأولى، المعيار يُقترح وبعد ذلك المنظمات تقرر ما إذا كان يمكن أن يُطبق هذا المعيار المقترح أم لا. بعد ثلاثة تطبيقات منفصلة، والمراجعة، وتصحيحات أكثر، يُجعل المعيار معيارًا أوليًا مصنوعاً. في المرحلة النهائية، يصبح الطلب الخاص للتعليقات معيارًا.

## معيار مقترح
المعيار المقترح ((بالإنجليزية: proposed standard)‏) مستقر عموما، تم حله باختيارات التصميم المعروفة، إذا إعتُقِد بأنه كان مفهوما بشكل جيد، استلم مراجعة جماعة هامة، ويظهر للتمتع باهتمام الجماعة الكافي لكي يعتبر شيئا ثمينا. على أية حال، توجد تجربة أخرى قد تؤدي إلى تغيير أو إعادة جر مستوية من المواصفات قبل أن يتقدم. عادة، لا تطبيق ولا تجربة شغالة مطلوبة.

## معيار أولي
أي أنه المواصفات التي منها على الأقل يوجد اثنان: معيار مستقل وتطبيقات (بالإنجليزية: interoperable)‏ وقد تم تطويرها من قواعد الترمز المختلفة، ولأي تجربة شغالة ناجحة كافية حصلت عليها، قد ترفع إلى المعيار الأولي (دي إس) مستوى.

## معيار
هو المواصفات لأي تطبيق هام وتجربة شغالة ناجحة حصلا على قد يرفعان إلى مستوى معيار الإنترنت (إس تي دي). معيار الإنترنت، الذي يتم تسميته ببساطة باسم معيار، يتميز بدرجة عالية من النضج التقني ومن قبل الذي يزود النظام أو الخدمة المحددة منفعة هامة إلى جماعة الإنترنت.
كل معايير الإنترنت معطية عدد في سلسلة إس تي دي - الوثيقة الأولى في هذه السلسلة إس تي دي 1 يصف الوثائق الباقية في السلسلة، وله قائمة المعايير المقترحة.